# Artemij (Snigur)
Artemij (světským jménem: Alexandr Nikolajevič Snigur; * 5. září 1962 Dněprodzeržinsk) je ukrajinský duchovní Ruské pravoslavné církve a metropolita chabarovský a priamurský.

## Život
Narodil se 5. září 1962 v Dněprodzeržinsku (dnes Kamjanske).
Roku 1984 dokončil Petrohradskou vojensko-dopravní univerzitu a byl převeden do města Alma-Ata. Roku 1992 byl převeden do zálohy v hodnosti kapitána.
V letech 1992–1995 pracoval na stavbě chrámu Narození Krista v Alma-Atě a se stal poslušníkem v Nikolo-Šartomském monastýru v Ivanovské oblasti. Dne 17. prosince 1995 byl v katedrálním chrámu Proměnění Páně v Ivanově rukopoložen biskupem ivanovským a kiněšemským Amvrosijem (Ščurovem) na diákona.
Dne 11. února 1996 byl v chrámu Zvěstování přesvaté Bohorodice v Kiněšmě arcibiskupem Amvrosijem rukopoložen na jereje.
Dne 31. března 1996 byl v Kazaňském chrámu Nikolo-Šartomského monastýru arcibiskupem Amvrosijem postřižen na monacha se jménem Artemij na počest svatého Artemije (Verkolského). Dne 4. listopadu byl převeden do kléru novosibirské eparchie aby zintenzivnil misijní činnost a posílil mnišství v sibiřské oblasti.
Dne 20. března 1997 byl jmenován inspektorem stavbu nových chrámů. Dne 17. července byl ustanoven představeným nově zřízeného monastýru svatého Michaela ve vesnici Maloirmenka.
Dne 19. února 2004 byl jmenován vedoucím architektonického eparchiálního oddělení. Stejného roku dokončil dálkové studium na Moskevském duchovním semináři a roku 2008 na Moskevské duchovní akademii.
Dne 22. března 2011 jej Svatý synod zvolil biskupem petropavlovským a kamčatským a 3. dubna byl povýšen na archimandritu.
Dne 8. dubna 2011 byl v chrámu Zjevení Páně v Moskvě oficiálně jmenován biskupem a o dva dny později proběhla v chrámu Krista Spasitele jeho biskupská chirotonie. Světiteli byli patriarcha moskevský Kirill, metropolita krutický a kolomenský Juvenalij (Pojarkov), metropolita saranský a mordovský Varsonofij (Sudakov), arcibiskup klinský Longin (Talypin), arcibiskup istrijský Arsenij (Jepifanov), arcibiskup novosibirský a berdský Tichon (Jemeljanov), arcibiskup verejský Jevgenij (Rešetnikov), arcibiskup chabarovský a priamurský Ignatij (Pologrudov), arcibiskup jegorjevský Mark (Golovkov), biskup zarajský Merkurij (Ivanov), biskup dmitrovský Alexandr (Agrikov), biskup solněčnogorský Sergij (Čašin) a biskup karagandský a šachtinský Sevastian (Osokin).
Dne 26. prosince 2013 byl Svatým synodem potvrzen ve funkci představeného monastýru svatého Pantelejmona v Petropavlovsku-Kamčatskij.
Dne 1. února 2016 byl v chrámu Krista Spasitele povýšen patriarchou moskevským Kirillem na arcibiskupa.
Dne 28. prosince 2018 jej Svatý synod ustanovil metropolitou chabarovským a priamurský, hlavou priamurské metropole. Dne 3. ledna 2019 byl v chrámu Zesnutí přesvaté Bohorodice v Moskvě povýšen patriarchou na metropolitu.
Dne 26. února 2019 byl Svatým synodem ustanoven rektorem Chabarovského duchovního semináře.